# Státní znak Salvadoru
Státní znak Salvadoru je rovnostranný trojúhelník se zlatými linkami. V jeho centrální části se nachází 5 zelených vulkánů v sestupném pořadí zleva doprava obklopených dvěma moři. Nad nimi se klene duha. Mezi duhou a vulkány se nalézá červená frygická čapka, okolo které se šíří v kruhu paprsky. Mezi nimi stojí nápis „15 SEPTIEMBRE DE 1821“ (česky 15. září 1821, datum získání nezávislosti na Španělsku). Kolem trojúhelníku je do kruhu zlatým písmem napsáno „REPÚBLICA DE EL SALVADOR EN LA AMÉRICA CENTRAL“ (česky Salvadorská republika ve Střední Americe). Mezi trojúhelníkem a okolním textem je umístěno 5 salvadorských vlajek - po dvojici na pravé i levé straně a jedna nad vrcholem trojúhelníku. Pod trojúhelník je stuha s nápisem „DIOS UNION LIBERTAD“ (česky Bůh, jednota, svoboda) a dvě větvičky vavřínu se 14 svazky lístků a modrou stužkou.

## Symbolika
- Rovnostranný trojúhelník – každá strana reprezentuje jednu z mocí nutných pro správu státu (legislativní, soudní a výkonnou)
- 5 vulkánů – upomínka na zaniklou Středoamerickou federativní republiku, kterou tvořilo 5 států (Guatemala, Salvador, Nikaragua, Honduras a Kostarika)
- 2 vodní plochy – Karibské moře a Tichý oceán, které obmývaly pobřeží Středoamerické federace
- Duha – symbol míru
- Frygická čapka – symbol svobody
- 14 svazků vavřínu – 14 salvadorských departementů